# Shi Yongxin
Shi Yongxin (chinesisch 释永信, Shi Bezeichnung für einen buddhistischen Mönch in China, Yong ewig, immer, xin vertrauen, verlässlich; * 1965 in Yingshang, Provinz Anhui) ist der 30. inthronisierte Abt des Shaolin-Tempels. Außerdem ist er als Politiker und Abgeordneter des chinesischen nationalen Volkskongresses tätig.

## Allgemein

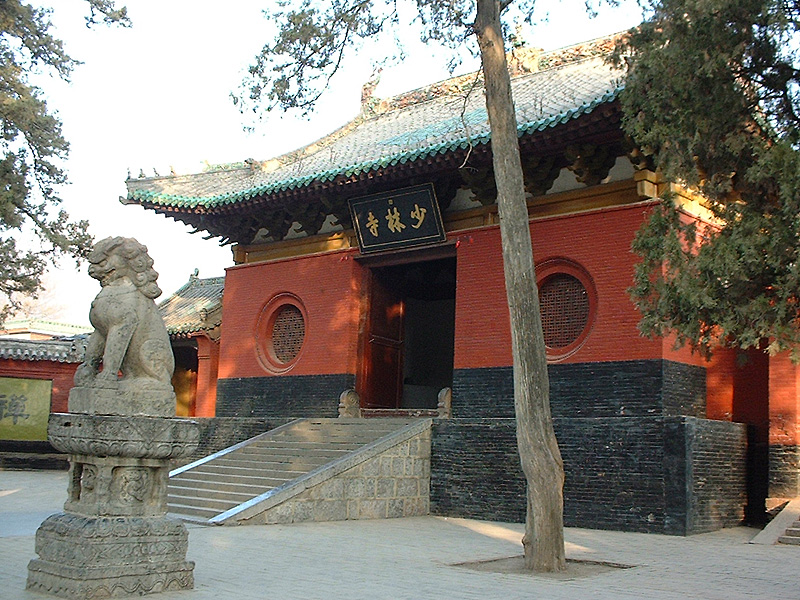
Der Shaolin-Tempel am Songshan

Yongxin wurde im Jahr 1981 im Alter von 16 Jahren in den Shaolin-Tempel aufgenommen und gehört zur 33. Generation der Shaolin-Mönche. Sein Ziehvater war der damalige Abt des Tempels, Großmeister Xing Zheng. Mit 22 Jahren wurde er zum Vorsitzenden des Selbstverwaltungskomitees des Shaolin-Tempels gewählt und war damals der jüngste führende buddhistische Mönch Chinas. Im Jahr 1999 wurde er im Alter von 34 Jahren zum Abt des Shaolin-Tempels gewählt, der im Jahre 495 n. Chr. von dem indischen Mönch Batuo gegründet wurde. Durch Yongxins Bemühungen haben der Tempel und die Shaolin-Kultur inner- und außerhalb von China zunehmend an Bekanntheit gewonnen. Yongxin gehört zu einer neuen Generation religiöser Führer der Volksrepublik China, die nach der Kulturrevolution geboren wurden. Er wurde im Jahr 2000 durch die offiziellen chinesischen Medien zu einer der hundert führenden Persönlichkeiten Chinas gewählt, die die Zukunft des Landes im 21. Jahrhundert beeinflussen könnten. Die chinesische Führung legt großen Wert auf die Begleitung des Abts bei Staatsbesuchen im Ausland. Dabei ist er mit zahlreichen Persönlichkeiten aus Politik, Wirtschaft, Kultur, Religion und Sport zusammengetroffen.
Der Abt ist in China relativ umstritten. Unter anderem machte er im Jahre 2001 von sich reden, als er das Shaolin Village abreißen ließ, eine Ansammlung von Kampfkunstschulen und anderen Geschäften in unmittelbarer Nähe zum Tempel, die jedoch keine oder nur lose Verbindungen zum Tempel hatten. Dies geschah im Einverständnis mit der chinesischen Regierung, aber gegen den Willen vieler der Eigentümer. Die Besitzer der meisten Kampfkunstschulen wurden durch Grundstücke im nahe gelegenen Dengfeng entschädigt und nur eine staatliche Wushu-Schule blieb bestehen. 
Heute sind die wesentlichsten Ziele der öffentlichen Kritik Shi Yongxins extreme Kommerzialisierung des Shaolin-Tempels und der Shaolin-Kultur sowie seine Willfährigkeit gegenüber der Staatsregierung in Peking.
2015 wurden Ermittlungen gegen ihn eingeleitet. Ein anonymer Denunziant erhob schwere Vorwürfe: Shi Yongxin sei einst einmal wegen Unterschlagung aus dem Kloster geflogen, führe ein Doppelleben mit zwei Ausweisen und habe mehrere Kinder gezeugt. Die Religionsbehörden nahmen Ermittlungen auf, weil der "Ruf des chinesischen Buddhismus" in Gefahr sei.

## Politische Funktionen
1993 wurde Yongxin in die „Politische Konferenz für Koordination der Provinz Henan“ gewählt. Er ist Mitglied des Chinesischen Nationalen Volksdeputiertenkongresses und Präsident der Buddhistischen Vereinigung der Provinz Henan. Außerdem ist er Mitglied des Chinesischen Nationalen Jugendverbandes.

## Engagements für die Shaolin-Kultur
Zur Shaolin Kultur gehören der Chan-Buddhismus, die Traditionelle Chinesische Medizin (TCM) und Shaolin Kung Fu, die zusammen ein organisches System bilden. Entscheidend ist dabei der Chan-Buddhismus, der die „Seele“ der Shaolin Kultur ist. Shi Yongxin fördert aktiv den Austausch des Shaolin-Tempels mit dem Ausland. Er eröffnete Tempel in USA, England und in Berlin den Shaolin Tempel Deutschland. Der Berliner Tempel ist der erste Ableger des Muttertempels in Deutschland der im Auftrag von Shi Yongxin von Rainer Deyhle gegründet wurde. Er weihte ihn 2002 persönlich ein und ernannte Shi Yong Chuan im November 2004 offiziell zum Abt des deutschen Shaolin-Tempels. Yongxin sorgte außerdem im Juni 1993 für den ersten offiziellen Kontakt zwischen Buddhisten aus Taiwan und der Volksrepublik China seit über 40 Jahren. Er setzt betreibt aktive Völkerverständigung. 2006 gründete er die Shaolin-Stiftung, die schon Waisenkinder unterstützte und sich im Brunnenbau engagiert, und die Shaolin-Akademie für Malerei und Kalligraphie. Yongxin ist an der Herausgabe zahlreicher Bücher und Bildbände über die Kultur und Geschichte der Shaolin beteiligt. Zudem veranlasste er die Renovierung und den teilweisen Wiederaufbau des Tempels und zahlreicher Pagoden.

## Auslandsreisen
1999 wurde er von Königin Elisabeth II. in London empfangen. Im Jahr 2001 traf er den damaligen Bundesfinanzminister Hans Eichel in Berlin. Im März 2003 war er Mitglied der Delegation des damaligen Präsidenten des Nationalen Volkskongresses Chinas, Li Peng, beim Besuch in Japan. Das Legislature House von California besuchte er im März 2004 auf Einladung des Präsidenten Yu Yinliang. Das Legislature House hat durch einen Beschluss den 21. März zum „Shaolin Temple Day“ erklärt. Seitdem wird Shaolin jährlich in Kalifornien gefeiert. Im November 2004 begleitete der Abt den chinesischen Staatspräsidenten, Partei- und Militärchef Hu Jintao bei dessen Staatsbesuch in Südamerika. Auf Einladung des FIFA-Präsidenten Sepp Blatter war Yongxin 2006 Ehrengast beim  WM-Endspiel und der WM-Abschlussfeier in Berlin. Dort traf er die Bundeskanzlerin Angela Merkel, den Außenminister Frank-Walter Steinmeier sowie den ehemaligen Bundeskanzler Gerhard Schröder. Am 8. August 2006 besuchte er Australien und traf Premierminister John Howard. Am 10. November 2006 wurde ihm von der United States Sports Academy/USA der Ehrendoktortitel verliehen. 
Im April 2007 nahm der Abt an dem 8th Annual Laureus World Sports Awards in Barcelona, Spanien, teil. Dabei kam es auch zu einem Treffen mit dem spanischen König Juan Carlos I.

## Berühmte Besucher des Shaolin-Tempels
- Empfang des russischen Verteidigungsministers Ivanov zusammen mit dem chinesischen Verteidigungsminister Chao Gangchuan
- 2004 Jiang Zemin, ehemaliger Staatspräsident und Parteichef Chinas.
- Am 22. März 2006 besuchte der russische Staatspräsident Putin den Shaolin-Tempel.[7]
- Am 9. August 2007 wurde Shi Yongxin von IOC-Präsident Jacques Rogge im Shaolin Tempel in China besucht.[8]

## Ehrungen
2005 verlieh ihm die United States Sports Academy in Daphne die Ehrendoktorwürde.

### Englisch
- Zong Wenlong: "Shaolin Abbott Shi Yongxin", 2012, Edition Braus, Berlin, ISBN 9783862280469
- He lin: Handbook for Shaolin Temple Tour, Contemporary China Publishing House, ISBN 7-80170-475-4
- Collection of Shaolin Kongfu, Shaolin Publishing House
- Abbot Yongxin: Chan Dew Collection
- Laliberté, André: "Buddhist Revival under State Watch" 2011, download möglich unter http://hup.sub.uni-hamburg.de/giga/jcca/article/view/419/417

### Deutsch
- Sabine Kress, Felix Kurz: "Die Shaolin-Mönche", 2012 Edition Braus, Berlin, ISBN 9783862280322
- Egger, Zwick, Shi Yong Chuan, Knoll: Mehr Energie durch Shaolin-Qi Gong, ISBN 3-211-33549-8, Springer: Wien, New York